# Lipie (powiat bieszczadzki)

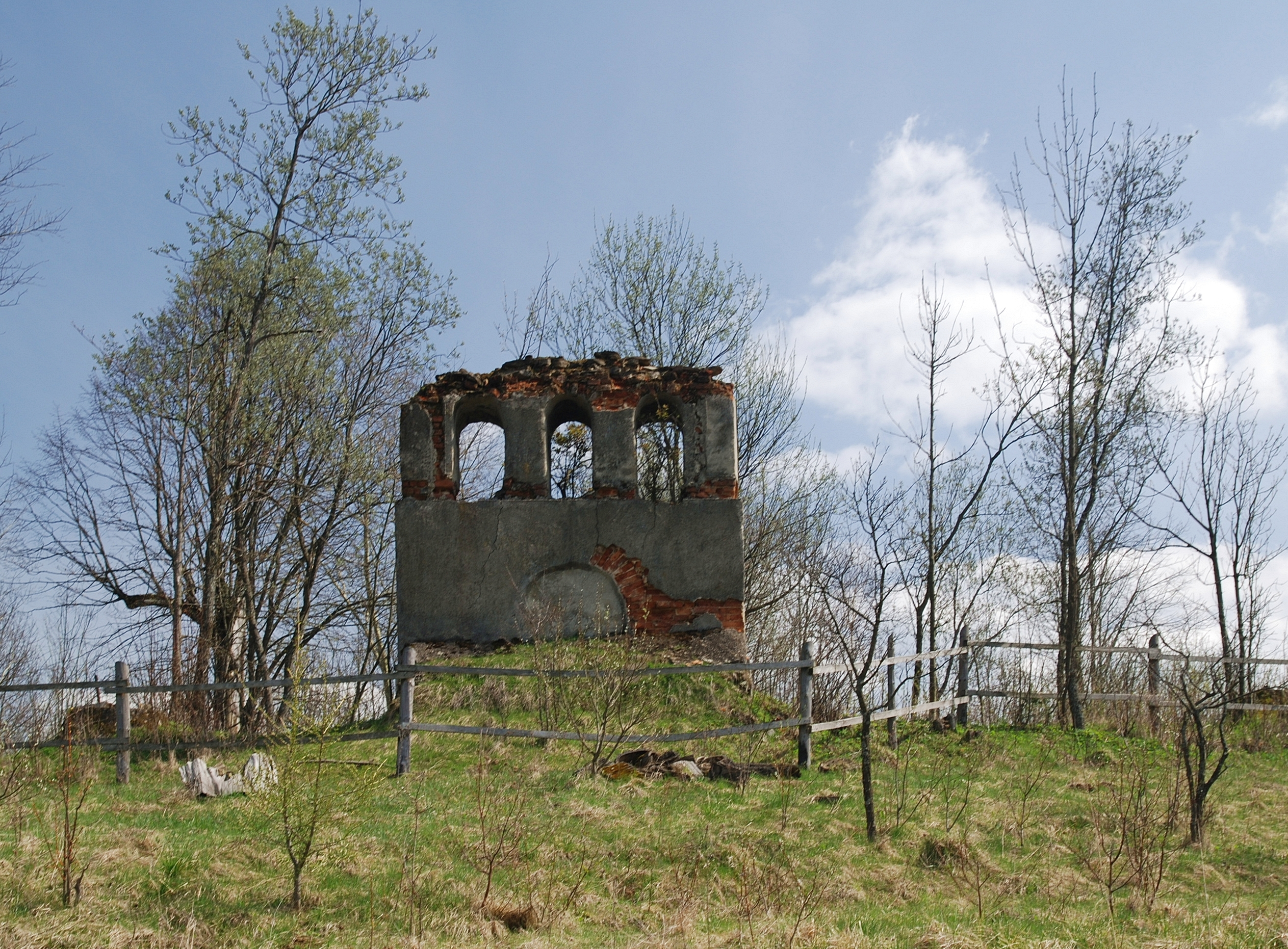
Ruina zabytkowej dzwonnicy

Lipie – wieś w Polsce położona w województwie podkarpackim, w powiecie bieszczadzkim, w gminie Czarna.

## Historia
W 1589 jako wieś królewska należała do samborskiego starostwa niegrodowego w powiecie samborskim ziemi przemyskiej województwa ruskiego.
W 1934 w Lipiu odkryto (w piaskowcach krośnieńskich) małe złoże ropy naftowej.
Po wojnie wieś Lipie znalazła się w ZSRR. W 1952 w ramach umowy o zamianie odcinków terytoriów państwowych zawartej 15 lutego 1951 pomiędzy PRL i Związkiem Radzieckim, część obszaru dawnej gminy Łomna (z Bystrem, Lipiem i Michniowcem) została przyłączona do Polski, wchodząc w skład gminy Czarna w nowo utworzonym powiecie ustrzyckim w woj. rzeszowskim.
W latach 1975–1998 miejscowość należała administracyjnie do województwa krośnieńskiego.
Obecnie należy do rzymskokatolickiej parafii Podwyższenia Krzyża Świętego w Czarnej należącej do dekanatu Lutowiska. Kościół filialny pw. Matki Bożej Częstochowskiej wybudowano w roku 1983. Wcześniej, od roku 1976 rolę kościoła pełniła cerkiew z 1900 roku, która doszczętnie spłonęła 18 maja 1981 roku.

## Zabytki
Wykaz zabytków nieruchomych wpisanych do rejestru zabytków Narodowego Instytutu Dziedzictwa:
- ruiny cerkwi greckokatolickiej Soboru Bogurodzicy, drewnianej z 1900 r., która spłonęła w 1981[1], nr rej.: A-319 z 18.03.1970 r.

- dzwonnica, 1. poł. XIX w., nr rej.: j.w.
- cmentarz cerkiewny, nr rej.: j.w.